# Richard Mohaupt

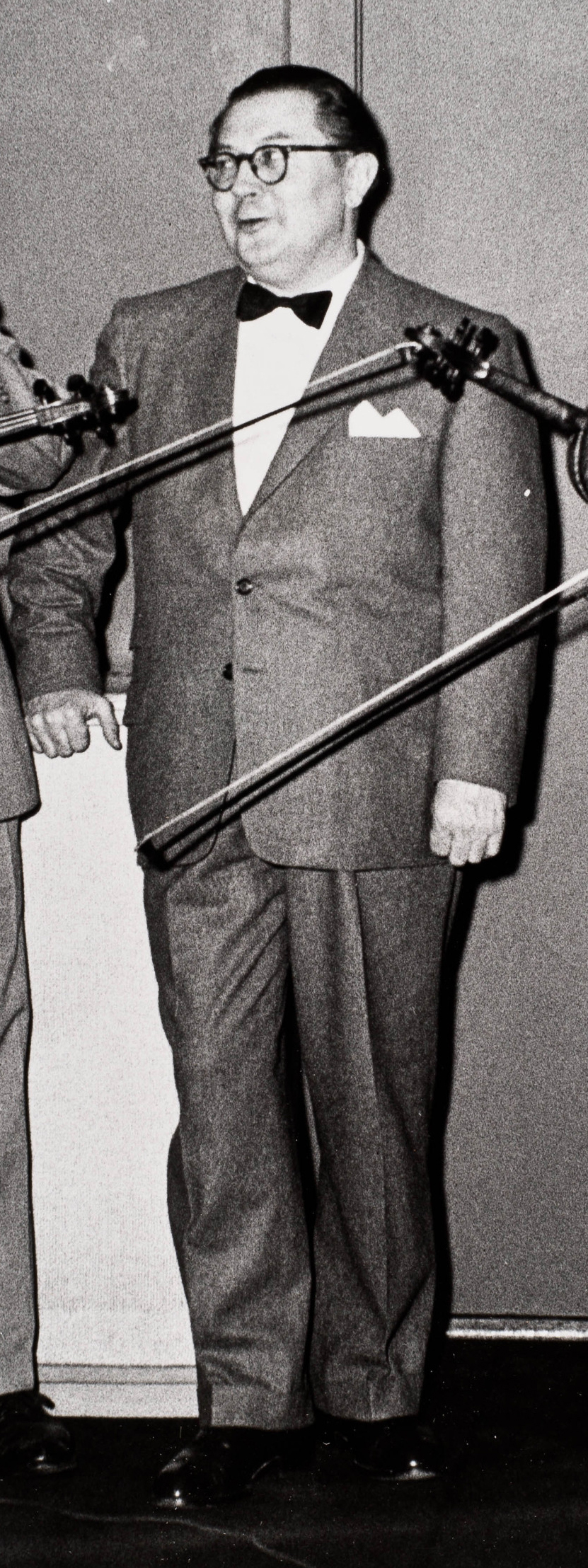
Richard Mohaupt (New York, 1954)

Richard Mohaupt (* 14. September 1904 in Breslau; † 3. Juli 1957 in Reichenau an der Rax in Niederösterreich) war ein deutsch-US-amerikanischer Komponist und Kapellmeister.

## Leben
Mohaupt erhielt seine musikalische Ausbildung in seiner Heimatstadt bei Rudolf Bilke und Julius Prüwer. Nach Tätigkeiten als Korrepetitor und Kapellmeister in Breslau, Aachen und Weimar und einer Konzertreise durch die Sowjetunion ließ er sich 1932 in Berlin nieder. Aufsehen erregte er dort 1936, als bei den als Rahmenprogramm zu den Olympischen Spielen ins Leben gerufenen Ballettfestspielen sein erstes Bühnenwerk Die Gaunerstreiche der Courasche uraufgeführt wurde. Der Ruhm währte aber nur kurz, denn bald darauf kam es durch die NS-Diktatur zu Denunziationen, zum Vorwurf des „Musikbolschewismus“ und zum Ausschluss aus der Reichsmusikkammer, was faktisch ein Berufsverbot für Mohaupt bedeutete. Im Frühjahr 1939 floh Mohaupt mit seiner jüdischen Frau Rosa (geb. Gottlieb) nach New York. 
Durch die damaligen Umstände in den USA (privatwirtschaftlich geführte Opernhäuser ohne staatliche Subvention) war Mohaupt gezwungen, von seiner Leidenschaft, dem Musiktheater, Abstand zu nehmen und sich auf sinfonische Musik zu konzentrieren. So entstand unter anderem die Town Piper Music / Stadtpfeifermusik, sein erfolgreichstes Werk überhaupt und in den 1950er Jahren sogar weltweit gespielt (auch Karl Böhm setzte sich immer wieder für dieses brillante Konzertstück ein). Im US-amerikanischen Exil war Mohaupt vor allem als Komponist für Film, Fernsehen und Radio tätig. Seine Orchesterwerke wurden von namhaften Orchestern wie dem New York Philharmonic und dem NBC Symphony Orchestra gespielt. Opernwerke schuf er vor allem im Hinblick auf den deutschen Markt, darunter z. B. die Tanzburleske Max und Moritz (1949) für das Badische Staatstheater in Karlsruhe.
1955 kehrte Mohaupt nach Europa zurück und lebte bis zu seinem Tod in Österreich. Die Uraufführung seiner letzten Oper Der grüne Kakadu (nach Arthur Schnitzler) erlebte er nicht mehr. 
Mohaupts Musikstil ist tonal, rhythmisch akzentuiert; modern, aber nicht avantgardistisch.

## Werke (Auswahl)

### Opern
- Die Wirtin von Pinsk (UA 1938 in Dresden, Neufassung 1956)
- Die Bremer Stadtmusikanten (UA 1949 in Bremen)
- Double-Trouble oder Die Zwillings-Komödie[2] (UA 1954 in Louisville, Kentucky)
- Der grüne Kakadu (UA 1958 in Hamburg)

### Ballette
- Die Gaunerstreiche der Courasche (nach Grimmelshausen; UA 1936 in Berlin)
- Max und Moritz (nach Wilhelm Busch; UA 1949 in Karlsruhe)
- Der Weiberstreik von Athen (nach Lysistrata; UA 1957 in Karlsruhe)

### Orchesterwerke
- Drei Episoden (UA 1938 in Amsterdam)
- Konzert für Klavier und Orchester (UA 1938 in Warschau; UA der rev. Fassung 1951 auf dem IGNM-Fest in Frankfurt)
- Town Piper Music / Stadtpfeifermusik (UA 1941 in New York)
- Sinfonie Nr. 1 „Rhythmus und Variationen“ (UA 1942 in New York)
- Concerto for Orchestra (Based on Red Army Themes) (UA 1943 in New York)
- Konzert für Violine und Orchester (UA 1954 in New York)
- Banchetto musicale (UA 1956 in Berlin)